# عربي عواد
عربي عواد سياسي فلسطيني، ولد سنة 1928 في بلدة سلفيت الواقع في منتصف الضفة الغربية؛ نشأ في عائلة من رجال الدين المسلمين الذين عملوا في مهنة التدريس في قرى منطقتي نابلس والقدس. تخرج من الكلية الرشيدية في مدينة القدس ونال شهادة الثانوية العامة سنة 1947 وعرف عنه بتفوقه في سني دراسته.

## مسيرته
أصبح عضواً في اللجنة المركزية للحزب الشيوعي الأردني سنة 1955 ورفع إلى عضو المكتب السياسي سنة 1979 قضى في سجون النظام الأردني أحد عشر عاماً. بعد حرب حزيران سنة 1967 ووقوع الضفة الغربية تحت الاحتلال الصهيوني أصبح سكرتيراً للجنة القيادية للحزب الشيوعي الأردني في الضفة. ساهم بدور بارز في الجبهة الوطنية الفلسطينية في الأرض المحتلة التي شكل الحزب الشيوعي عمودها الفقري. نتيجة نشاطه ضد الاحتلال أبعد مع سبعة من القادة السياسي في الضفة الغربية إلى الأردن في العاشر من كانون الأول سنة 1973 الذي يصادف اليوم العالمي لحقوق الإنسان لما أقرته الأمم المتحدة.
انتُخب عضواً في المجلس الوطني الفلسطيني في دورة الثانية عشرة التي عقدت في القاهرة في حزيران سنة 1974 ، كما انتُخب عضواً في المجلس المركزي. وقف على رأس التيار الذي ناضل داخل الحزب الشيوعي الأردني لتشكيل الحزب الشيوعي الفلسطيني لإبراز الهوية الوطنية للشيوعيين الفلسطينيين ودعم النضال الوطني الفلسطيني. حين تمت الموافقة داخل اللجنة المركزية للحزب الشيوعي الأردني على قيام الحزب الشيوعي الفلسطيني في العاشر من شباط سنة 1982. توفي سنة 2015.